# Copa Libertadores 1974
Navigation
Édition précédente Édition suivante
La Copa Libertadores 1974 est la 15e édition de la Copa Libertadores. Le club vainqueur de la compétition est désigné champion d'Amérique du Sud 1974 et se qualifie pour la Coupe intercontinentale 1974 et la Copa Interamericana 1974.
C'est le double tenant du titre, le CA Independiente qui est à nouveau sacré cette année après avoir disposé en finale des Brésiliens du São Paulo Futebol Clube. C'est le troisième des quatre titres consécutifs d'Independiente, qui devient après Estudiantes de La Plata le second club à remporter trois Copa Libertadores consécutives. São Paulo dispute quant à lui sa première finale continentale. Trois joueurs se partagent le titre de meilleur buteur avec sept buts : le Brésilien Terto et les Uruguayens Fernando Morena et Pedro Rocha.
La compétition conserve le même format que lors de l'édition précédente : les vingt équipes engagées sont réparties en cinq poules (avec pour chaque poule deux clubs de deux pays). Seul le premier de chaque groupe accède au deuxième tour, qui remplace les demi-finales, où ils sont rejoints par le tenant du titre. Deux poules de trois sont formées et le meilleur de chaque poule se qualifie pour la finale, jouée en matchs aller-retour, avec un match d'appui éventuel en cas d'égalité sur les deux rencontres. 

## Clubs participants
- CA Independiente - Tenant du titre
- Club Atlético Huracán - Vainqueur du tournoi Metropolitano 1973
- CA Rosario Central - Vainqueur du tournoi Nacional 1973
- Club Deportivo Jorge Wilstermann - Vainqueur de la Copa Simón Bolivar 1973
- Deportivo Municipal de La Paz - Finaliste de la Copa Simón Bolivar 1973
- Sociedade Esportiva Palmeiras - Champion du Brésil 1973
- São Paulo Futebol Clube - Vice-champion du Brésil 1973
- Club de Deportes Unión Española - Champion du Chili 1973
- CSD Colo-Colo - Vice-champion du Chili 1973
- Corporación Deportiva Club Atlético Nacional - Champion de Colombie 1973
- Millonarios Fútbol Club - Vice-champion de Colombie 1973
- Club Deportivo El Nacional - Champion d'Équateur 1973
- Club Deportivo Universidad Católica del Ecuador - Vice-champion d'Équateur 1973
- Cerro Porteño - Champion du Paraguay 1973
- Club Olimpia - Vice-champion du Paraguay 1973
- Club Atlético Defensor Lima - Champion du Pérou 1973
- Club Sporting Cristal - Vice-champion du Pérou 1973
- Club Atlético Peñarol - Champion d'Uruguay 1973
- Club Nacional de Football - Vice-champion d'Uruguay 1973
- Portuguesa FC - Champion du Venezuela 1973
- Valencia FC - Vice-champion du Venezuela 1973

## Compétition

### Premier tour
| Rang | Équipe                | Pts | J | G | N | P | Bp | Bc | Diff |  | Résultats (▼ dom., ► ext.) | Hur | Ros | UEs | Col |
| ---- | --------------------- | --- | - | - | - | - | -- | -- | ---- |  | -------------------------- | --- | --- | --- | --- |
| 1    | Club Atlético Huracán | 10  | 6 | 5 | 0 | 1 | 13 | 4  | +9   |  | Club Atlético Huracán      |     | 1-0 | 5-1 | 2-0 |
| 2    | CA Rosario Central    | 10  | 6 | 5 | 0 | 1 | 9  | 1  | +8   |  | CA Rosario Central         | 1-0 |     | 4-0 | 2-0 |
| 3    | CD Unión Española     | 4   | 6 | 2 | 0 | 4 | 6  | 12 | -6   |  | CD Unión Española          | 1-3 | 0-1 |     | 2-1 |
| 4    | CSD Colo-Colo         | 0   | 6 | 0 | 0 | 6 | 3  | 13 | -10  |  | CSD Colo-Colo              | 1-2 | 1-3 | 0-2 |     |

| Match d'appui pour la 1re place | Club Atlético Huracán        | 4 - 0 | CA Rosario Central | Buenos Aires |  |
| 11 avril 1974                   | Brindisi , · Russo · Larrosa |       |                    |              |  |

| Rang | Équipe                  | Pts | J | G | N | P | Bp | Bc | Diff |  | Résultats (▼ dom., ► ext.) | São | Pal | Mun | JWi |
| ---- | ----------------------- | --- | - | - | - | - | -- | -- | ---- |  | -------------------------- | --- | --- | --- | --- |
| 1    | São Paulo Futebol Clube | 10  | 6 | 4 | 2 | 0 | 14 | 5  | +9   |  | São Paulo Futebol Clube    |     | 2-0 | 3-3 | 5-0 |
| 2    | SE Palmeiras            | 6   | 6 | 3 | 0 | 3 | 7  | 5  | +2   |  | SE Palmeiras               | 1-2 |     | 3-0 | 2-0 |
| 3    | Municipal La Paz        | 4   | 6 | 1 | 2 | 3 | 9  | 11 | -2   |  | Municipal La Paz           | 1-1 | 0-1 |     | 5-2 |
| 4    | CD Jorge Wilstermann    | 4   | 6 | 2 | 0 | 4 | 4  | 13 | -9   |  | CD Jorge Wilstermann       | 0-1 | 1-0 | 1-0 |     |

| Rang | Équipe                  | Pts | J | G | N | P | Bp | Bc | Diff |  | Résultats (▼ dom., ► ext.) | Mil | Nac | Por | Val |
| ---- | ----------------------- | --- | - | - | - | - | -- | -- | ---- |  | -------------------------- | --- | --- | --- | --- |
| 1    | Millonarios Fútbol Club | 9   | 6 | 4 | 1 | 1 | 10 | 6  | +4   |  | Millonarios Fútbol Club    |     | 2-1 | 2-1 | 2-1 |
| 2    | Atlético Nacional       | 7   | 6 | 3 | 1 | 2 | 8  | 7  | +1   |  | Atlético Nacional          | 0-3 |     | 3-0 | 2-1 |
| 3    | Portuguesa FC           | 6   | 6 | 2 | 2 | 2 | 4  | 5  | -1   |  | Portuguesa FC              | 2-0 | 0-0 |     | 0-0 |
| 4    | Valencia FC             | 2   | 6 | 0 | 2 | 4 | 4  | 8  | -4   |  | Valencia FC                | 1-1 | 1-2 | 0-1 |     |

| Rang | Équipe                      | Pts | J | G | N | P | Bp | Bc | Diff |  | Résultats (▼ dom., ► ext.)  | Def | Nac | UCa | Cri |
| ---- | --------------------------- | --- | - | - | - | - | -- | -- | ---- |  | --------------------------- | --- | --- | --- | --- |
| 1    | Club Atlético Defensor Lima | 9   | 6 | 4 | 1 | 1 | 7  | 2  | +5   |  | Club Atlético Defensor Lima |     | 2-1 | 1-0 | 2-0 |
| 2    | Club Deportivo El Nacional  | 8   | 6 | 3 | 2 | 1 | 9  | 3  | +6   |  | Club Deportivo El Nacional  | 0-0 |     | 2-0 | 3-0 |
| 3    | Universidad Católica        | 4   | 6 | 1 | 2 | 3 | 2  | 5  | -3   |  | Universidad Católica        | 1-0 | 0-0 |     | 0-0 |
| 4    | Club Sporting Cristal       | 2   | 6 | 1 | 1 | 4 | 3  | 11 | -8   |  | Club Sporting Cristal       | 0-2 | 1-3 | 2-1 |     |

| Rang | Équipe                    | Pts | J | G | N | P | Bp | Bc | Diff |  | Résultats (▼ dom., ► ext.) | Peñ | CPo | Oli | Nac |
| ---- | ------------------------- | --- | - | - | - | - | -- | -- | ---- |  | -------------------------- | --- | --- | --- | --- |
| 1    | Club Atlético Peñarol     | 8   | 6 | 3 | 2 | 1 | 5  | 3  | +2   |  | Club Atlético Peñarol      |     | 1-0 | 0-0 | 0-2 |
| 2    | Cerro Porteño             | 7   | 6 | 2 | 3 | 1 | 7  | 6  | +1   |  | Cerro Porteño              | 1-1 |     | 1-0 | 2-2 |
| 3    | Club Olimpia              | 5   | 6 | 1 | 3 | 2 | 4  | 5  | -1   |  | Club Olimpia               | 0-2 | 1-1 |     | 2-0 |
| 4    | Club Nacional de Football | 4   | 6 | 1 | 2 | 3 | 6  | 8  | -2   |  | Club Nacional de Football  | 0-1 | 1-2 | 1-1 |     |

### Deuxième tour
| Rang | Équipe                | Pts | J | G | N | P | Bp | Bc | Diff |  | Résultats (▼ dom., ► ext.) | Ind | Peñ | Hur |
| ---- | --------------------- | --- | - | - | - | - | -- | -- | ---- |  | -------------------------- | --- | --- | --- |
| 1    | CA IndependienteT     | 6   | 4 | 2 | 2 | 0 | 8  | 4  | +4   |  | CA Independiente           |     | 1-1 | 3-0 |
| 2    | Club Atlético Peñarol | 4   | 4 | 1 | 2 | 1 | 7  | 5  | +2   |  | Club Atlético Peñarol      | 2-3 |     | 1-1 |
| 3    | Club Atlético Huracán | 2   | 4 | 0 | 2 | 2 | 2  | 8  | -6   |  | Club Atlético Huracán      | 1-1 | 0-3 |     |

| Rang | Équipe                      | Pts | J | G | N | P | Bp | Bc | Diff |  | Résultats (▼ dom., ► ext.)  | São | Mil | Def |
| ---- | --------------------------- | --- | - | - | - | - | -- | -- | ---- |  | --------------------------- | --- | --- | --- |
| 1    | São Paulo Futebol Clube     | 7   | 4 | 3 | 1 | 0 | 9  | 0  | +9   |  | São Paulo Futebol Clube     |     | 4-0 | 4-0 |
| 2    | Millonarios Fútbol Club     | 5   | 4 | 2 | 1 | 1 | 5  | 5  | 0    |  | Millonarios Fútbol Club     | 0-0 |     | 1-0 |
| 3    | Club Atlético Defensor Lima | 0   | 4 | 0 | 0 | 4 | 1  | 10 | -9   |  | Club Atlético Defensor Lima | 0-1 | 1-4 |     |

### Finale
| 12 octobre 1974 | São Paulo Futebol Clube    | 2 – 1   | CA Independiente | Stade Morumbi, São Paulo                      |                                               |
|                 | Rocha 48e · Mirandinha 50e | (0 – 1) | Saggioratto 28e  | Spectateurs : 50 000 Arbitrage : Edison Pérez | Spectateurs : 50 000 Arbitrage : Edison Pérez |

| 16 octobre 1974 | CA Independiente           | 2 – 0   | São Paulo Futebol Clube | Stade Libertadores de América, Avellaneda      |                                                |
|                 | Bochini 34e · Balbuena 48e | (1 – 0) |                         | Spectateurs : 55 000 Arbitrage : Ramón Barreto | Spectateurs : 55 000 Arbitrage : Ramón Barreto |

| 19 octobre 1974 | CA Independiente | 1 – 0 | São Paulo Futebol Clube | Estadio Nacional, Santiago                    |                                               |
|                 | Pavoni 37e       |       |                         | Spectateurs : 60 000 Arbitrage : César Orosco | Spectateurs : 60 000 Arbitrage : César Orosco |

| Vainqueur de la Copa Libertadores 1974 |
| -------------------------------------- |
| Independiente Cinquième titre          |